# Restaldo
Restaldo talvolta Ristaldo (... – 29 ottobre 945) è stato un vescovo italiano, vescovo della diocesi di Acqui nel X secolo.

## Biografia
Citato da Ernst Dümmler nel suo Gesta Berengarii Imperatoris come notaio al servizio di Berengario I del Friuli tra l'889 e l'899, la prima prova documentale dell'esistenza del vescovo Restaldo è una donazione fattagli da un certo Valperto, nipote di Bodone, nel 935/936.  
Successivamente il vescovo venene citato in un diploma imperiale in cui l'imperatore Ugo di Provenza insieme al figlio Lotario di Arles donarono alla Chiesa di Acqui la pieve di Caramagna, all'epoca sita al confine tra Morsasco e Prasco. 
Nonostante l'originale del diploma sia andato perduto ne rimane traccia in un documento risalente al 4 febbraio 1220, in cui il vescovo Anselmo unì la pieve di Caramagna, distrutta da un'incursione delle truppe alessandrine, alla cattedrale. Questo documento conferma l'esistenza del vescovo Restaldo nel periodo 931-946 in cui Ugo e Lotario governarono insieme il Regno d'Italia.
Tradizionalmente considerato morto il 29 ottobre 945 venne sepolto nella chiesa di San Giovanni ad Acqui e non nella chiesa di San Pietro come i suoi predecessori, facendo ipotizzare che fosse stata danneggiata o distrutta dalle scorrerie dei saraceni negli anni precedenti.